# David Barrett (Politiker)
David Barrett, OC (* 2. Oktober 1930 in Vancouver; † 2. Februar 2018), meist Dave Barrett genannt, war ein kanadischer Politiker. Er war vom 15. September 1972 bis zum 22. Dezember 1975 Premierminister der Provinz British Columbia und Vorsitzender der British Columbia New Democratic Party (NDP). Barrett war der bisher einzige Regierungschef British Columbias jüdischen Glaubens. Von 1988 bis 1993 saß er für die Neue Demokratische Partei im kanadischen Unterhaus.

## Biografie
Barrett studierte Philosophie an der Seattle University und soziale Arbeit an der Saint Louis University. Er trat der Co-operative Commonwealth Federation bei, der Vorgängerorganisation der NDP, und war ab 1957 im Strafvollzug der Provinz British Columbia tätig. Bei den Wahlen zur Legislativversammlung von British Columbia am 12. September 1960 wurde er im Wahlbezirk Dewdney gewählt. Ab 1965 vertrat er nach einer Neueinteilung den Wahlkreis Coquitlam.
Im April 1969 kandidierte er für den Parteivorsitz der NDP, unterlag aber Thomas Berger. Als die NDP mit Berger an der Spitze jedoch fünf Monate später die Wahlen verlor, wählte sie Barrett zum neuen Vorsitzenden. Barrett führte die NDP im August 1972 erstmals überhaupt zum Wahlsieg und löste am 15. September 1972 W. A. C. Bennett von der British Columbia Social Credit Party ab, der die Provinz zwanzig Jahre lang regiert hatte.
Während seiner Amtszeit setzte Barretts Regierung umfangreiche Reformen durch. Sie reorganisierte das Sozialwesen, stärkte die Rolle der Gewerkschaften, schützte weitläufige landwirtschaftliche Flächen vor Bebauung, führte eine staatliche Automobilversicherung ein und baute den Verwaltungsapparat aus. Das rasche Tempo der Gesetzgebung und sinkende Steuereinnahmen führten zu einem Wiedererstarken der Opposition. Bei den Wahlen vom 11. Dezember 1975 erlitt die NDP eine Niederlage und Barrett verlor seinen eigenen Sitz. Er führte die Amtsgeschäfte bis zum 22. Dezember weiter und wurde von Bill Bennett abgelöst, dem Sohn von W. A. C. Bennett.
1976 schaffte Bennett bei einer Nachwahl im Wahlkreis Vancouver East den Wiedereinzug ins Provinzparlament und gehörte diesem bis 1984 an. Am 21. November 1988 wurde er als Abgeordneter von Esquimalt—Juan de Fuca ins kanadische Unterhaus gewählt, wo er der Fraktion der Neuen Demokratischen Partei angehörte. 1989 bewarb er sich erfolglos um den Parteivorsitz. Bei den Unterhauswahlen am 25. Oktober 1993 wurde er abgewählt, woraufhin er sich aus der Politik zurückzog.